# メタップスペイメント
株式会社メタップスペイメント（Metaps Payment Inc. ）は、日本の企業。

## 概要
各種決済サービスを提供している。

## 沿革
- 1999年3月19日 - 株式会社デジタルチェックとして設立。
- 2014年1月31日 - 社名をペイデザイン株式会社に改称。
- 2016年4月 - 株式会社メタップスの完全子会社となる。
- 2017年12月 - 社名を株式会社メタップスペイメントに改称[2]。
- 2018年9月 - 完全子会社株式会社HUBees（ハビーズ）を吸収合併

## 商品

### プリペイド式電子マネー
- Cチェック
- ゲームチェック

## 脆弱性の放置による個人情報流出
決済システムのアプリケーションに存在した脆弱性を突かれ、SQLインジェクションにより最大約46万件のクレジットカード情報が漏えいし。既知の脆弱性を修正していなかったこと、不十分なセキュリティ対策、さらにはコンプライアンス報告書を改ざんしていた疑いも指摘された。この事案に対し、個人情報保護委員会は指導を、経済産業省は割賦販売法に基づく業務改善命令を発出した。第三者委員会を設置して原因究明を行うとともに、IPアドレス制限や多要素認証の導入といった技術的対策、複数回にわたるPCI DSS（クレジットカード業界のセキュリティ基準）準拠性評価の実施、そしてガバナンス体制の抜本的な見直しを行った。 